# 北海道東方沖地震
北海道東方沖地震（ほっかいどうとうほうおきじしん）は、1994年（平成6年）10月4日に北海道根室沖約200km（北緯43度22.5分、東経147度40.4分、深さ28km）の地点を震源として発生した、M8.2の沈み込んでいる太平洋プレート内（スラブ内）で発生した地震。

## 概要
地震の規模はM 8.2（USGSではMw 8.3）で、最大震度は釧路市と厚岸町で観測された震度6。1993年（平成5年）釧路沖地震と同じ海洋プレート内地震である。また、日本近海で発生した地震としては、平成に入ってから初めてM8を超えた。
10月9日には M7.3の最大余震を観測した。
1969年にはすぐ東隣の領域で色丹島沖地震が発生している。

## 被害
全体での被害は釧路市で最も多く、負傷者437人、住宅全壊61棟、半壊348棟、一部損壊7095棟、浸水184棟であった。死者9人、行方不明者2人はすべてロシアの実効支配下の択捉島で発生した。このほか、道路損壊・崖崩れ・マンホールの浮き上がりなどが多数発生し、埋立地を中心に液状化現象も発生した。釧路市の被害が注目されているが、中標津町・別海町・標津町の被害も甚大で、国道・道道など多数の道路が寸断され家屋も多数全半壊している。中標津町では当初震度4とされたが地震計が設置されている場所が市街地から離れており、地盤も頑丈であったため被害状況から判断して震度5強〜6弱程度の揺れがあったと推測される。

### 津波
札幌管区気象台は22時28分、北海道太平洋沿岸に津波警報、オホーツク海沿岸に津波注意報を発表した。観測された主な波高は根室市花咲港で173cmなどであったが、地震発生直後に津波警報・注意報が発表され緊急警報放送が実施されたためか、北海道での被害は少なかった。
北方領土の島々にも被害が及び、特に択捉島では地震による直接の被害に加え、津波も襲来した。11人の死者・行方不明者を出し、1万人近くの人々がロシア本土への移住を余儀なくされ、色丹島はこの地震以降衰退した。
オホーツク海内を波源とする別の津波が観測されており、海底地滑りか何らかの変位が生じ、津波を発生させた可能性が示唆されている。

### 震度
震度は以下のとおり。震度の基準及び観測した市町村名は当時。この地震では、東北地方の太平洋側で震度4、東京など関東地方・中日本でも震度3を観測した一方で、北海道内の旭川や留萌では震度2、稚内では震度1にとどまるなど、異常震域の傾向を呈した。
| 震度 | 都道府県 | 観測所                                                 |
| ---- | -------- | ------------------------------------------------------ |
| 6    | 北海道   | 釧路・厚岸                                             |
| 5    | 北海道   | 浦河・足寄・広尾・中標津・羅臼・根室                   |
| 4    | 北海道   | 函館・南富良野・網走・苫小牧・平取・帯広・幕別         |
| 4    | 青森県   | 青森・五所川原・八戸・むつ                             |
| 4    | 岩手県   | 大船渡・盛岡・葛巻・花巻                               |
| 3    | 北海道   | 札幌・森・江差・小樽・倶知安・奥尻・岩見沢・紋別・室蘭 |
| 3    | 青森県   | 深浦                                                   |
| 3    | 岩手県   | 宮古                                                   |
| 3    | 宮城県   | 仙台・石巻                                             |
| 3    | 秋田県   | 秋田                                                   |
| 3    | 山形県   | 酒田・新庄・山形                                       |
| 3    | 福島県   | 福島・白河・小名浜                                     |
| 3    | 茨城県   | 水戸・柿岡                                             |
| 3    | 千葉県   | 千葉・館山                                             |
| 3    | 東京都   | 東京                                                   |
| 3    | 神奈川県 | 横浜                                                   |
| 3    | 静岡県   | 熱海                                                   |